# Conny-Land
Koordinaten: 47° 36′ 51″ N, 9° 3′ 24″ O; CH1903: 721646 / 274975
Das Conny-Land ist ein Schweizer Freizeitpark im Ortsteil Lipperswil der Gemeinde Wäldi (Kanton Thurgau), zwischen Kreuzlingen und Frauenfeld. Bekannt ist der 1983 eröffnete Freizeitpark vor allem wegen seines ehemaligen Delfinariums und seiner patagonischen Seelöwen.

## Geschichte
Am 21. Februar 1983 wurde die Conny Land AG von Konrad «Conny», Gerda und Roberto Gasser gegründet. Vorgesehen war der Betrieb eines Freizeitparks mit Restaurant, Tierschau und Tierdressuren. Conny-Land entwickelte sich zum grössten Freizeitpark der Schweiz. In der Saison 2016 wurden 60 verschiedene Attraktionen betrieben.
Konrad Gasser starb 2007, seine Frau Gerda 2008. Im Jahre 2009 übernahmen Roberto Gasser und seine Frau Cynthia das Management, Schwester Nadja Gasser übernahm die Haltung und Pflege der Delphine und Seelöwen. 2013, nach dem Umsiedeln der Delphine nach Jamaika, stieg Nadja Gasser aus dem Geschäft aus.
Mit seiner Photovoltaikanlage produziert das Connyland so viel Strom, dass an schönen Tagen kein Strom eingekauft werden muss, um die Attraktionen mit Energie zu versorgen.

## Attraktionen

### Achterbahnen
| Name      | Höhe   | Länge | max. Geschwindigkeit | Typ             | Hersteller  | Eröffnungsjahr |
| --------- | ------ | ----- | -------------------- | --------------- | ----------- | -------------- |
| Antares   | 28,5 m | -     | -                    | Roller Ball     | RES         | 2025           |
| Cobra     | 42 m   | 225 m | 85 km/h              | Shuttle Coaster | Pax Company | 2010           |
| Cobralino | 1,8 m  | 32 m  | -                    | Kiddy Racer     | Gerstlauer  | 2017           |

### Seelöwen-Anlagen

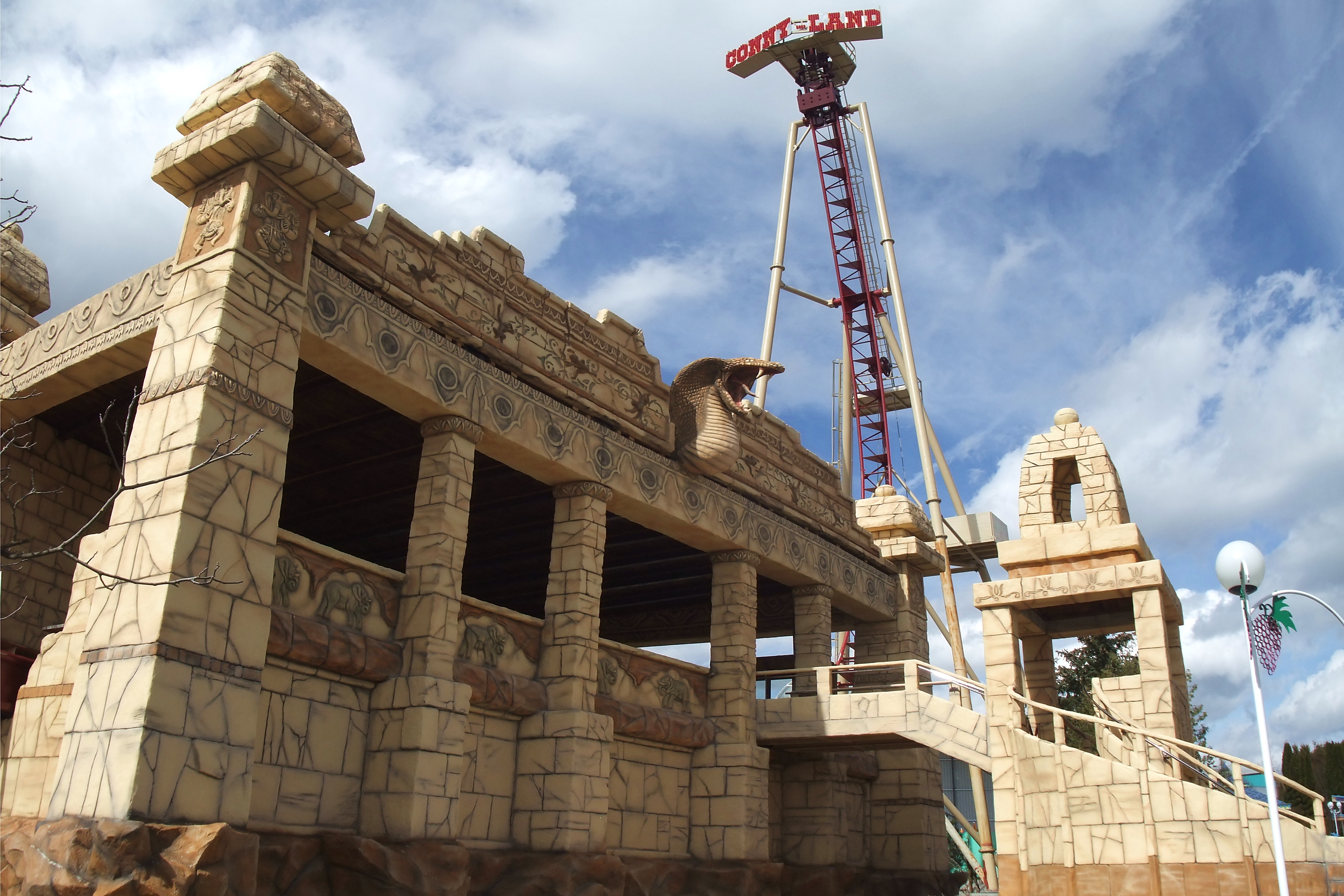
Eingangsbereich der Achterbahn

Die Seelöwen-Anlagen bestehen u. a. aus einer Seelöwen-Arena und der Seelöwen-Lagune. In der Seelöwen-Arena kann man die Seelöwen den ganzen Tag über beobachten. In der Seelöwen-Lagune werden mehrmals täglich Shows aufgeführt. Bevor die Lagune von den Seelöwen genutzt wurde, fanden darin die Delfinshows bis zur Einstellung Ende der Saison 2013 statt.

### Cobra (Achterbahn)
Mit dem Bau der Cobra-Achterbahn wurde bereits Ende 2006 begonnen. Durch Lieferprobleme des russischen Herstellers konnte erst am 28. Juli 2010 die Inbetriebnahme gefeiert werden.
Cobra verfügt über eine Streckenlänge von 220 m. Sie ist mit einem Looping und zwei Kamelhöckern ausgestattet. Der Startpunkt liegt auf einer Höhe von 36 m. Der Zug erreicht eine Spitzengeschwindigkeit von 85 km/h.
Die Bauart wird als Shuttle Coaster bezeichnet. Sie ist die höchste und schnellste Achterbahn der Schweiz und die grösste Linearachterbahn Europas. Bis zur Saison 2011 wurde ein Grossteil der Schienen ausgetauscht, um Unebenheiten zu begleichen und eine ruhigere Fahrt zu ermöglichen.

### 5G Der Mega Shooter - Space Shot Tower
Ende der Saison 2018 wurde der Space Shot Tower eröffnet. Die Passagiere werden mit 5 g (fünffaches Körpergewicht) auf 56 Meter Höhe katapultiert und erfahren anschliessend den Effekt des freien Falls. Um den passenden Druck und die gewünschte Beschleunigung von 5 g zu erzeugen, wird vor jeder Fahrt automatisch das Gewicht der sitzenden Passagiere ermittelt. Der Turm stammt vom Hersteller S&S - Sansei Technologies.

### 5 D Space Trip Simulator
Der Space Trip Simulator ist seit 2015 ein moderner High Definition 4D Simulator (Modell actionRIDER) von der Firma Entertainment Ressource GmbH. Die Plattform, auf der die 18 Sitze angebracht sind, kann in 6 Freiheitsgraden (6 DoF) bewegt werden. Die Projektionsleinwand hat eine Grösse von 12 mal 10 Metern. Die Attraktion ist in eine Halle verpackt mit einer Aussenfassade, die an die Oberfläche des Mondes erinnert. Gezeigt werden verschiedene Filme, die nach einem festgelegten Plan mehrmals täglich ausgetauscht und wiederholt werden. Die Plattform des High Definition 4D Simulator bewegt sich synchronisiert zu den gezeigten Szenen im Film. Im Halleninneren werden weitere Effekte (daher 5D) synchron zum Film genutzt, um die Immersion zusätzlich zu steigern.

### Antares (Achterbahn)
Antares ist eine Stahlachterbahn des Typs Roller Ball M des Herstellers RES RIDES. Die Attraktion wurde am 1. Juni 2025 offiziell eröffnet.
Erste Hinweise auf die neue Achterbahn tauchten im Jahr 2021 auf, als das Conny-Land die Neuheit andeutete. Im April 2023 folgte die offizielle Bestätigung des Projekts über die Facebook-Seite des Parks. Mit dem vertikalen Aufbau der Bahn wurde schliesslich im Januar 2024 begonnen.
Interessant ist die Entwicklung der Konzeptzeichnungen: Während erste Visualisierungen noch eine Doppelanlage zeigten, basiert die finale Ausführung auf einer Einzelanlage.
Bei Antares handelt es sich um das Exemplar des Roller Ball M-Modells von RES RIDES. Diese Art von Achterbahn zeichnet sich durch ihre senkrechte Liftstruktur und drehende Einzelwagen aus, die sich in engen Serpentinen kurvenartig den Turm hinunterbewegen und dabei ein wildes, unvorhersehbares Fahrerlebnis erzeugen.

Die Bahn ist Teil der fortlaufenden Modernisierung und Erweiterung des Conny-Land-Angebots und spricht insbesondere Adrenalinfreunde und Familien mit Mut zur Höhe an.

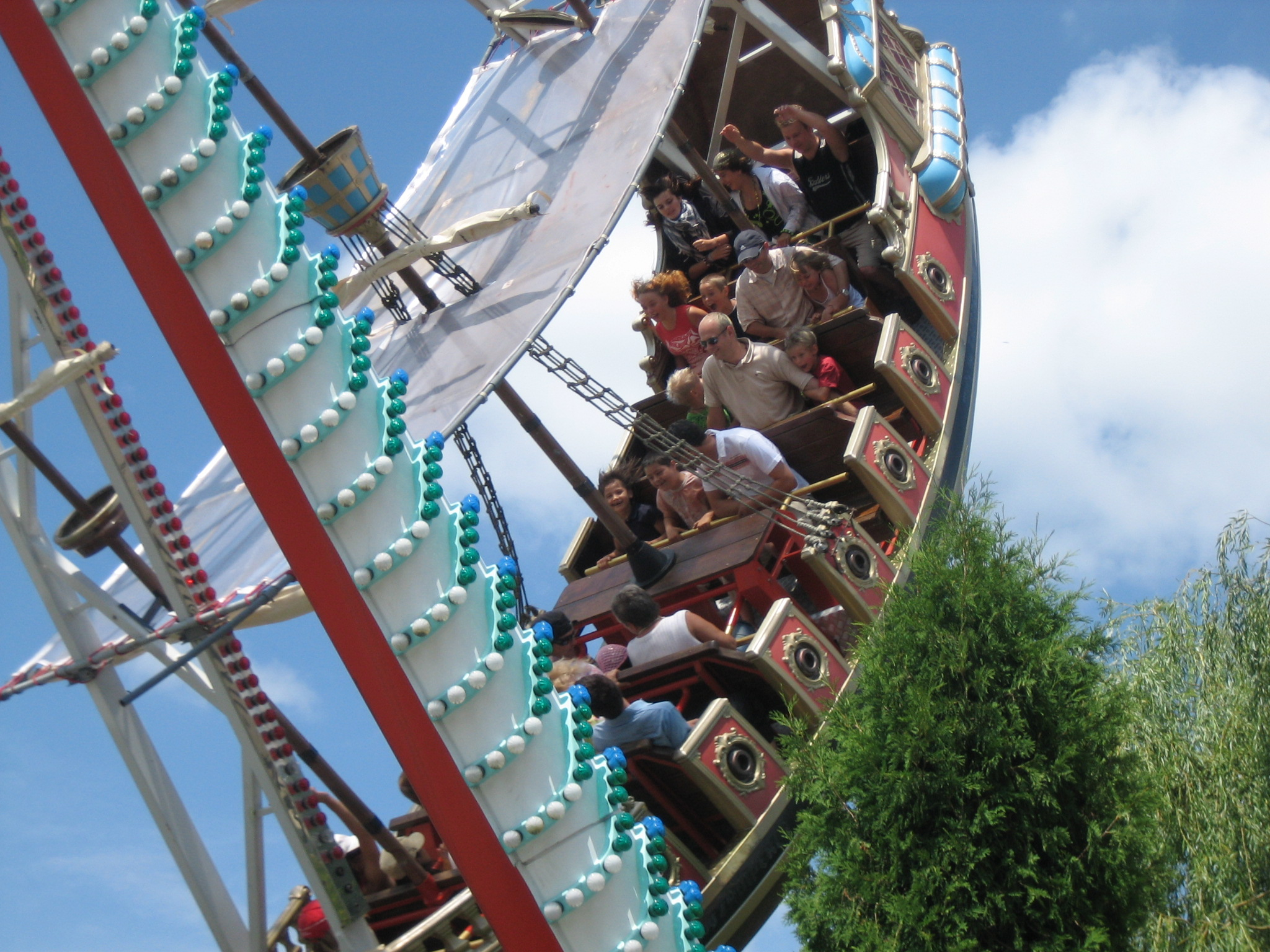
Piraten-Schiff

### Weitere Attraktionen
- Papageien-Show
- Autoscooter
- Luftseilbahn
- Riesenrutsche
- Wildwasserbahn
- Park-Eisenbahn
- Schiffschaukel
- Space-Drop (Kiddy Free Fall Tower)
- Flying Elephants
- Dino-Attack (interaktiver Dark Ride von Zamperla)
- Conny-Land Stadt
- Voodoo Island (Splash Battle von ABC Rides)
- Magic Tree (interaktives Rundfahrgeschäft)
- Jungle Adventure (Indoor Kletterpark und Spielplatz)
- Mammut Tree (Seilbahn mit Freifall-Effekt von Swiss Rides)
- Laser Tempel (Indoor-Hindernisparcours durch Laserstrahlen)
- Cobralino (Mini-Achterbahn für Kinder)
- Château 4D-Kino

## Ehemalige Attraktionen

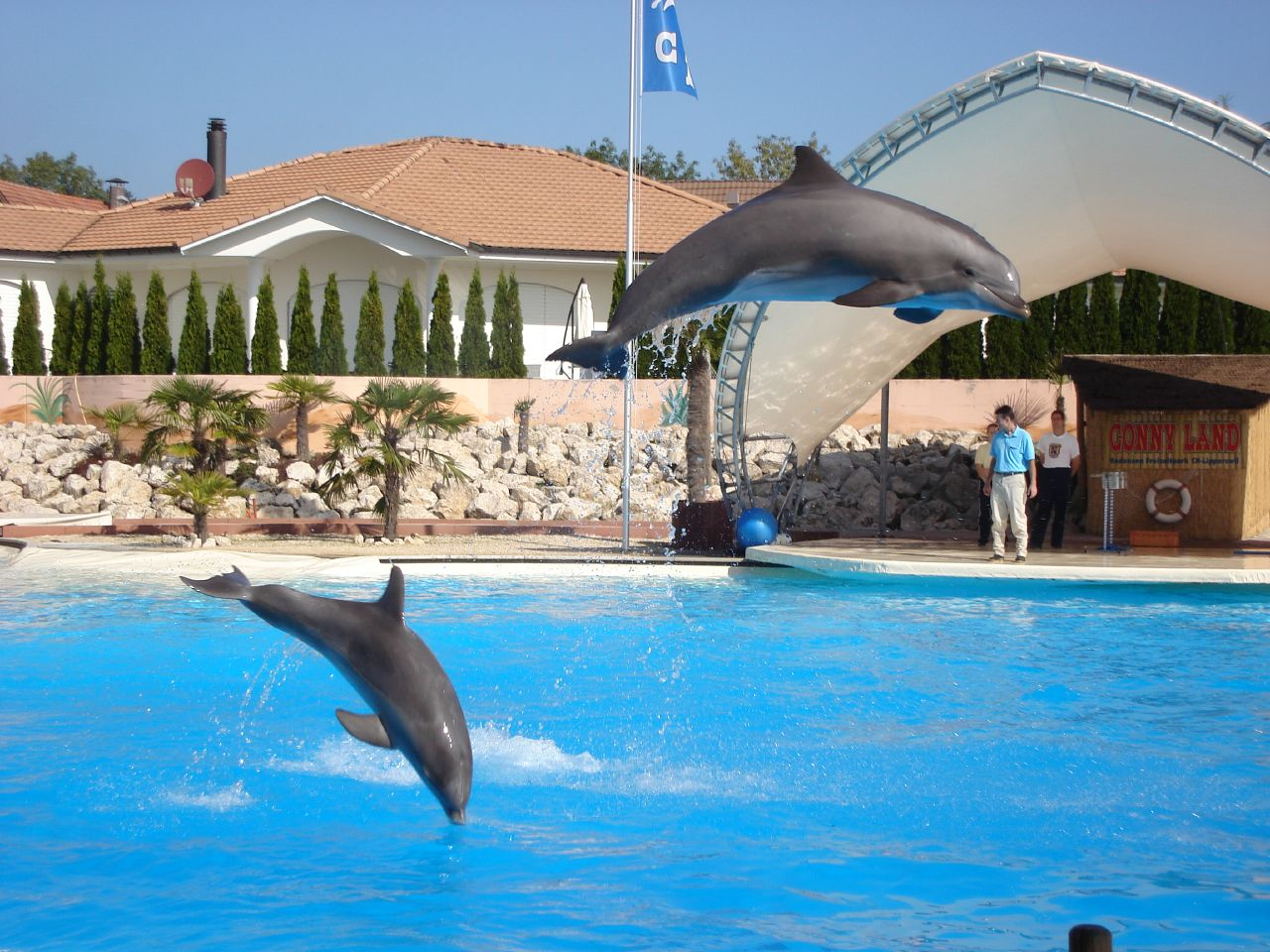
Delfine in der Lagune

### Open-Air-Delfinlagune
Die Delfinlagune wurde 2003 eröffnet. Mehrmals täglich wurde dort eine Delfin-Show gezeigt. Auch ausserhalb der Showzeiten konnten dort die Grossen Tümmler unter offenem Himmel beobachtet werden. Die Lagune war 81 Meter lang, 35 Meter breit und hatte ein Fassungsvermögen von 13 000 Kubikmetern. Eingerahmt wurde die Lagune ausserdem von Palmen und einem gelben Sandstrand, was eine tropische Atmosphäre erzeugen sollte.
Nachdem im Conny-Land, dem letzten Schweizer Delfinarium, acht Delfine innerhalb von drei Jahren gestorben waren, beschloss das Schweizer Parlament am 29. Mai 2012 ein Importverbot von „Delfinen und anderen Walartigen (Cetacea)“ (Art. 7 Abs. 3 Tierschutzgesetz). Das Verbot ist seit dem 1. Januar 2013 in Kraft.
In der Folge beschloss das Conny-Land, sein Delfinarium Ende 2013 zu schliessen. Die beiden letzten Delfine, «Chicky» und deren Tochter «Secret», wurden erfolgreich in eine Delfin-Lagune auf der Karibikinsel Jamaika transportiert. Das achtjährige Junge von Chicky mit dem Namen «Angel» erkrankte während der Vorbereitungen für die geplante Umsiedlung und starb am 3. November 2013.

### Streichelzoo
Zum Saisonende 2013 wurde der Streichelzoo, der neben der Station der Cobra beheimatet war, geschlossen. An seiner Stelle wurde zur Saison 2014 der Mammut Tree (Mammut Baum) errichtet.

### Kritik
Vor allem in den 1990er-Jahren war das Conny-Land immer wieder Zielscheibe der Kritik von Tierschützern: Die Delfinhaltung entsprach zwar den gesetzlichen Vorschriften, wies aber für die Tümmler trotzdem ein recht beschränktes Platzangebot auf. Im Jahr 2000 starb ein Delfin-Baby eine Woche nach seiner Geburt als Folge eines Sauerstoffverlustes während der Geburt, und ein anderer Delfin hatte einen Monat später eine Totgeburt. Im September 2001 kam ein weiteres Delfin-Baby auf die Welt. 2002 verendete ein 14 Jahre alter Delfin. 2002 wurde eine neue, 8-mal grössere Delfinlagune eröffnet, die die anhaltende Kritik an der Delfinhaltung mildern konnte. Im September 2004 und im Mai 2005 kamen zwei weitere Delfin-Babys zur Welt. Der im September 2001 geborene Delfin ist am 9. Mai 2008 verendet. Am 20. Juni 2008 wurde erneut ein Delfin im Conny-Land geboren.
2011 gab es erneut Demonstrationen von Tierschützern. Im November 2011 starb ein achtjähriges Delfinmännchen. Nur einige Tage später kam es zu einem weiteren Todesfall, der zu staatsanwaltlichen Ermittlungen führte.

## Auszeichnungen
Die Conny Land AG unterstand der Direktion von Konrad «Conny» Gasser und stellt zusammen mit dem Schweizer Circus Conelli dessen vielfach ausgezeichnetes Lebenswerk dar.
- 2004 Ehren Prix Walo für ausserordentliche Verdienste um das Schweizer Show-Business
- 2005 Golden Pony Award der Zeitschrift Games & Parks
- 2014 European Star Award Die Attraktion „Mammut Tree“ wurde in der Kategorie „beste Familienattraktion“ mit dem 4. Platz ausgezeichnet.